# Hallsberg
Hallsberg ist eine Ortschaft (tätort) in der schwedischen Provinz Örebro län und Hauptort der gleichnamigen Gemeinde. Ein kleiner Teil (119 Hektar) der Fläche des Ortes mit 560 Einwohnern (2015) gehört zur benachbarten Gemeinde Kumla.

## Sehenswürdigkeiten
Sehenswert ist das vom Architekten Ferdinand Boberg errichtete Haus für den Kaufmann Adolf Bergöö (Bergööska huset). Der Festsaal des Hauses ist mit Wandgemälden von Carl Larsson dekoriert, welcher die Tochter des Kaufmanns geheiratet hatte. Das Gräberfeld Norrby stenar liegt zwei Kilometer nordöstlich der Stadt.

## Verkehr
Der Ort ist ein Knotenpunkt der schwedischen Eisenbahn an der Västra stambana, wo sich Züge aus Stockholm, Göteborg, Örebro, Motala und Karlstad treffen. Der dazugehörige Bahnhof wurde 1862 angelegt. Außerdem liegt hier Schwedens größter Rangierbahnhof.

Bahnhof Hallsberg
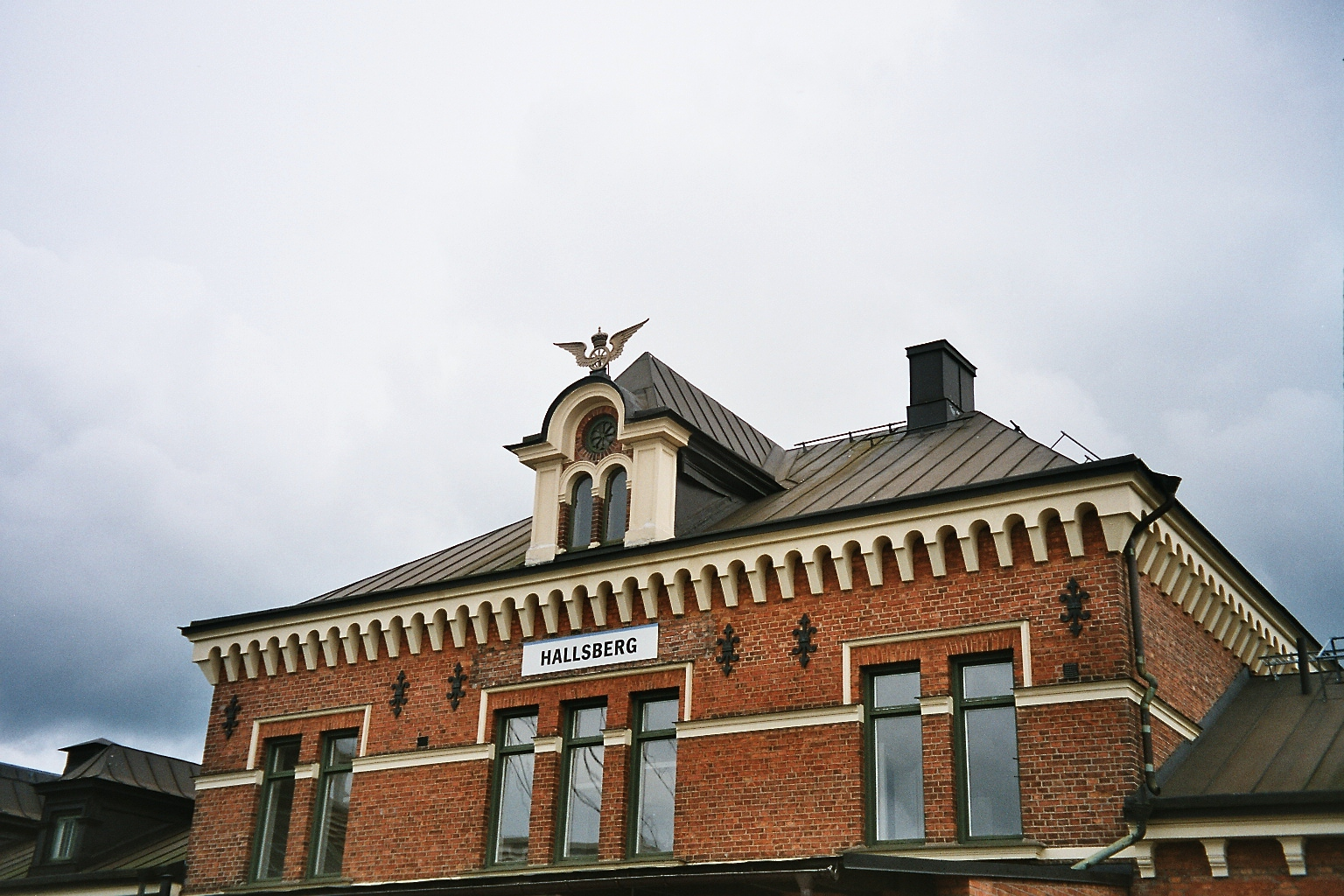
Empfangsgebäude
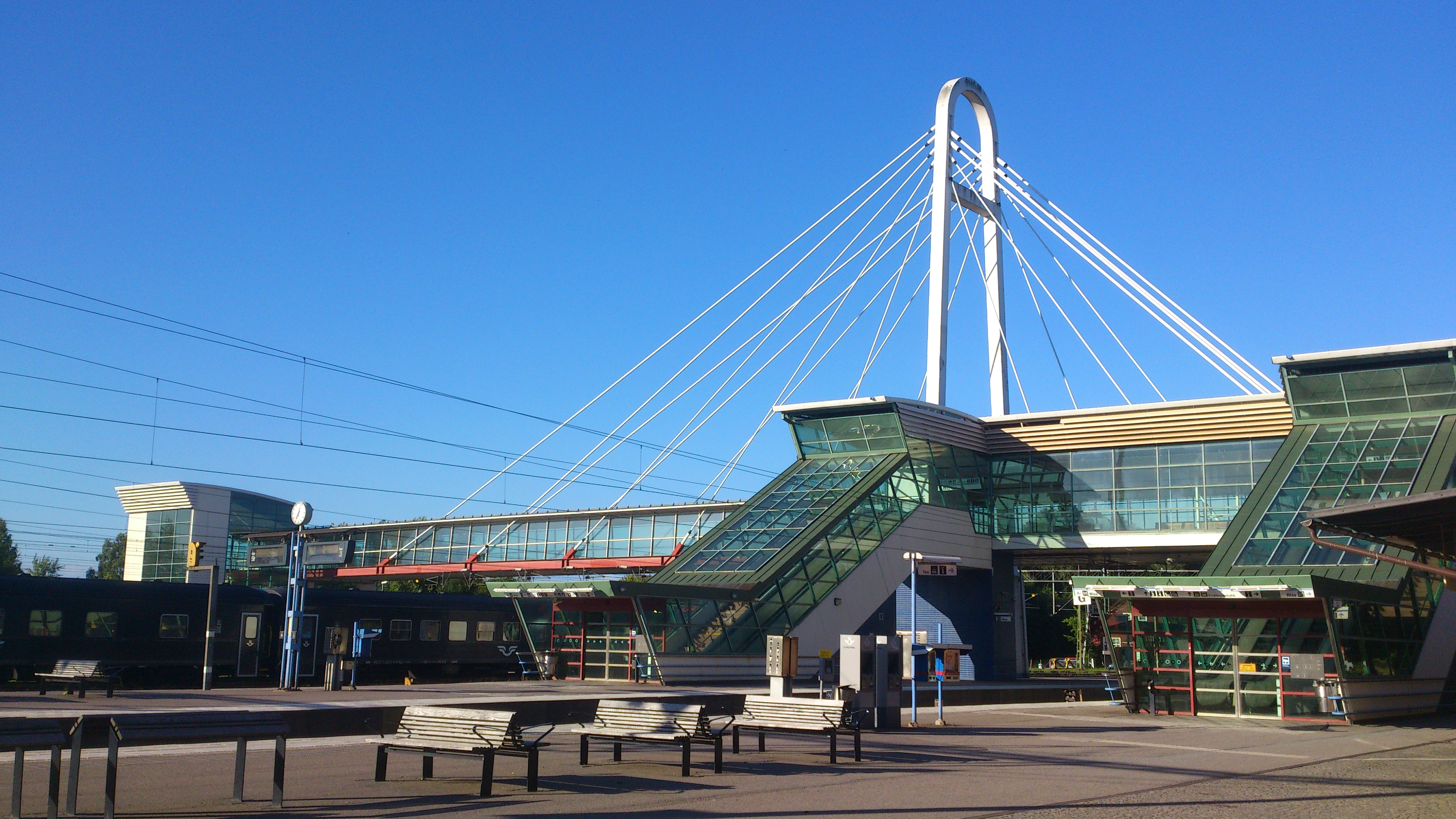
Bahnsteigbrücke

## Personen
- Rutger Sernander (1866–1944), Botaniker, Geologe und Archäobotaniker
- Elsa Wallenberg (1877–1951), Tennisspielerin
- Sven Gustaf Wingqvist (1876–1953), Erfinder
- Åke Dahlqvist (1901–1991), Kameramann
- Karl Bengt Johansson (1926–2008), Ringer. (Weltmeister 1950)
- Björn Nordqvist (* 1942), Fußballspieler